# Ixlu

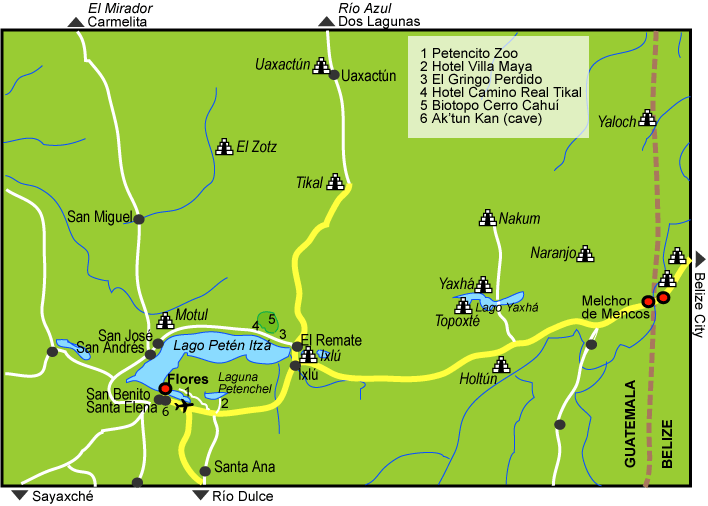
Mappa del lago Petén Itzá con Ixlu sulla costa orientale.

Ixlu è un piccolo sito archeologico della civiltà Maya datato al periodo classico e postclassico. Si trova sull'istmo tra i laghi Petén Itzá e Salpetén, in Guatemala. Il sito fu un importante porto con accesso al lago Petén Itzá tramite il fiume Ixlu. Il sito è stato identificato con il nome Saklamakhal, scritto anche Saclemacal, una capitale del regno dei Maya Ko'woj.
Il sito possiede oltre 150 strutture, la maggior parte delle quali si trovano nel nucleo. Il sito venne studiato brevemente da Don e Prudence Rice nel 1980.
Ixlu si trova a circa 23 km a est della città di Flores, e a 28 km a sud di Tikal.

## Occupazione
Gli scavi archeologici hanno rivelato pezzi di ceramica datati al medio preclassico (1000 a.C. - 800 a.C.). Gli scavi effettuati nel tempio delle Anfore Nascoste mostrano che la città venne occupata dal 200 al 1525, non venendo completamente abbandonata fino al 1700. La regione dei laghi di Petén venne conquistata definitivamente dagli spagnoli nel 1697, in un periodo in cui il territorio era in contesa tra i regni di Itza e Kowoj.

## Strutture
Cinquanta strutture sono state catalogate e disegnate su mappa.
Sono presenti due campi da gioco della palla datati al Tardo Classico. Vi sono due piramidi gemelle.
L'architettura somiglia a quella trovata a Seibal.
Sono stati trovati due stele e due altari. La stele 1 porta la data dell'879 d.C., e mostra un governatore con il titolo di K'ul Mutul Ahaw, che significa "signore sacro di Tikal". Le due steli mostrano rituali e sacrifici umani con degli dei.
I monumenti posseggono dei testi geroglifici che somigliano a quelli visti a Dos Pilas, che fu anche una città vassallo di Tikal.